# Real Madrid C
Pour les articles homonymes, voir Real Madrid.
Maillots
Actualités
Le Real Madrid Club de Fútbol C, plus connu sous le nom de Real Madrid C, est un club espagnol de football basé à Madrid. Le club évolue, depuis la saison 2024-2025, en Segunda Federación.

## Histoire
Lors de l'été 2012, le Real Madrid demande à la Fédération espagnole de changer son nom en Real Madrid Plus Ultra, en l'honneur de ce qui était la première filiale historique du club, et l'actuelle filiale de la première équipe, le Real Madrid Castilla, ce qui ne s'est toutefois pas concrétisé,.
Sous l'ancien nom de Real Madrid Aficionados, le club obtient son meilleur résultat en Coupe d'Espagne à la fin des années 1980, lorsque les équipes réserves étaient encore autorisées à participer, atteignant les huitièmes de finale avant d'être éliminé par l'Atletico de Madrid.
Après avoir disputé la saison 2014-2015 en Tercera División en raison de la relégation de son équipe précédente, le Real Madrid Castilla, le club décide de dissoudre l'équipe, mettant ainsi fin à plus de soixante ans d'histoire de l'équipe réserve.
En 2022, le Real Madrid conclu un accord avec le RSC Internacional FC, club de Tercera Federación, pour être l'équipe C du club pour la saison 2022-2023. Le club devient le Real Madrid C lors de la saison 2023-2024, où il termine à la 1re place du groupe et est promu en Segunda Federación.

## Stade
L'équipe évolue au Ciudad Real Madrid, une enceinte de 3 000 places située dans le parc de Valdebebas.

## Palmarès
- Tercera División (5)
  - 1984-1985, 1990-1991, 1991-1992, 1998-1999, 2005-2006
- Tercera Federación (1)
  - 2023-2024
- Coupe de la Ligue de Tercera División (1)
  - 1982-1983